# Vombat obecný
Vombat obecný (Vombatus ursinus), známý také jako vombat medvědovitý, je jedním ze tří žijících zástupců čeledi vombatovitých (Vombatidae) a jediný zástupce rodu Vombatus.

## Výskyt
Obývá vlhčí oblasti Jižní Austrálie, Nového Jižního Walesu a Tasmánie. V jižní části jeho areálu rozšíření obývá většinou lesy mírného pásma včetně zalesněných krajin, na severu pak hory, vysočiny a suťové svahy.

## Popis
Vombat obecný je 0,7–1,2 m dlouhé zvíře se zavalitým tělem, širokou a hranatou hlavou, masivními končetinami, holým čenichem, 2–3 cm dlouhým ocasem, hmotností od 14 do 25 kg a s hrubou a hustou, obvykle olivově zelenou až téměř černou srstí.

## Způsob života
Po většinu roku žije samotářským způsobem života. Hrabe poměrně rozsáhlé, vysoce rozvětvené nory, které mají jen jediný vchod a které dokáže vybudovat i v těžko dostupných terénech, k čemuž mu napomáhají jeho silné drápy na končetinách. I když je venku 0 °C, vombatí nora má teplotu 16–26 °C. Staří samci bývají vysoce územní a často napadají savce, kteří proniknou do jejich domácích areálů. Člověku však většinou nebezpečí ze strany těchto vačnatců nehrozí, mohou však zapříčinit významně nižší účinnost oplocení proti králíkům, které bývá v Austrálii hojně využíváno.
Vombat obecný přes den většinou odpočívá a za potravou se vydává převážně v noci. Před přímým sluncem se chrání, ale pokud není sluneční žár silný, rád se vyhřívá na slunci.

## Potrava
Jeho potrava je převážně vegetariánská a tvoří ji tráva, ostřice, kořínky a hlízy.

## Rozmnožování
Vombati jsou v říji, když je v Austrálii jaro, což je na severní polokouli podzim. Samice před porodem důkladně vystele jednu komoru své nory suchou trávou a listím. Na svět přivádí jediné mládě, které ve vaku zůstává po dobu 6–7 měsíců. Během následujících tří měsíců se občas do vaku stále vrací kvůli potravě a úkrytu. Matku opouští ve věku dvanácti až patnácti měsíců, tudíž ve věku jednoho roku a v přírodě se dožívá zhruba 18 let.

## Zajímavosti
Trus vombatů má hranatý tvar, mají tedy tvar podobný kostkám. Další zajímavostí je, že výkaly vombatů jsou zbaveny při vylučování téměř veškeré vlhkosti.

## Poddruhy
U vombata obecného rozeznáváme čtyři poddruhy:
- Vombatus ursinus hirsutus
- Vombatus ursinus platyrrhinus
- Vombatus ursinus tasmaniensis
- Vombatus ursinus ursinus

Nejohroženější je zřejmě poddruh Vombatus ursinus ursinus, který je ve volné přírodě k nalezení jen na Flindersově ostrově na severu Tasmánie. V roce 1996 byla jeho populace odhadována zhruba na 4000 jedinců a byl oficiálně podle IUCN uznán jako zranitelný.

## Chov v zoo
V Evropě patří k velmi raritním druhům. V červenci 2018 byl chován pouze v šesti zoo.
Poddruh Vombatus ursinus tasmaniensis je chován ve čtyřech zoo: Praha (Česko), Pairi Daiza (Belgie), Kodaň (Dánsko), Budapešť (Maďarsko).
Poddruh Vombatus ursinus hirsutus je chován ve třech zoo: Planckendael Mechelen (Belgie), Duisburg, Hannover (obě Německo).
Dne 10. 7. 2018 vydala Zoo Praha zprávu, že začíná stavět novou australskou expozici, v níž by také neměli chybět vombati. Zoo Praha chová tasmánský poddruh vombata obecného. Ten se díky tamnímu klimatu vyznačuje například hustší srstí a větší odolností proti chladným teplotám. První přicestoval do Zoo Praha dne 8. prosince 2021 z Hannoveru sameček jménem Cooper. Samice Winkleigh přijela do Prahy z Tasmánie přes kodaňskou zoologickou zahradu a dorazila 12. dubna 2023.  Společně byla dvojice vombatů slavnostně představena 14. května 2023.
Jejich první společné mládě (první vombatí mládě narozené v českých zoologických zahradách) je samička, která 15. června 2024 dostala jméno Mersey podle řeky protékající oblastí na Tasmánii, kde je hlášena nejpočetnější vombatí populace. Kmotrem je patron chovu tohoto druhu - český herec, moderátor a režisér Ondřej Sokol,  který v roce 2022 pronesl v televizní soutěži větu: „No to mě poser vombat“, když jako moderátor reagoval na otázku o unikátním tvaru vombatího trusu v podobě krychliček. V srpnu 2024 chovatelé ohlásili, že odrůstající Mersey již nepije mateřské mléko a přestala trávit čas v matčině vaku. Během podzimu 2024 již mladá Mersey postupně trénuje spolupráci při veterinární prohlídce.
Pražská zoo spolupracuje s neziskovou organizaci Wombat Rescue, která v okolí australské Canberry provozuje léčebné a rehabilitační centrum pro vombaty nakažené svrabem, parazitním onemocněním zavlečeným do Austrálie z Evropy, kterým je aktuálně nakaženo přibližně 70 procent volně žijících vombatů a bez léčby jde o nemoc pro vombaty smrtelnou. Pražská zoo v roce 2024 finančně přispěla na výstavbu a provoz nových výběhů určených pro návrat vyléčených vombatů do volné přírody metodou „soft release“.